# Kaple na Zvonivém vrchu (Háskov)
Kaple na Zvonivém vrchu je římskokatolická kaple v Háskově, patřící do Františkova, místní části město Rokytnice nad Jizerou. Vlastníkem kaple je město Rokytnice nad Jizerou, staráse o ni pan Petr Hásek a další členové rodiny Háskových.

## Historie
Kaplička je v malém lesíku ve Františkově na Zvonivém vrchu, druhý uváděný název je u Hásků podle vedlejšího penzionu. Je zakreslena na staré mapě z přelomu 18. a 19. století. Datace 1884 nad vstupem je zřejmě rok opravy nebo výstavby nové kaple.

## Interiér
Interiér je vyzdoben nástěnnými malbami regionálního malíře Roberta Konečného – v průčelí Božského Srdce Páně a Neposkvrněného Srdce Panny Marie, nad pravým oknem Nanebevstoupení Páně a na levé zdi Narození Páně. Před kapličkou je dřevěná socha Panny Marie.

## Bohoslužby
Bohoslužby se v kapli nekonají.

## Galerie

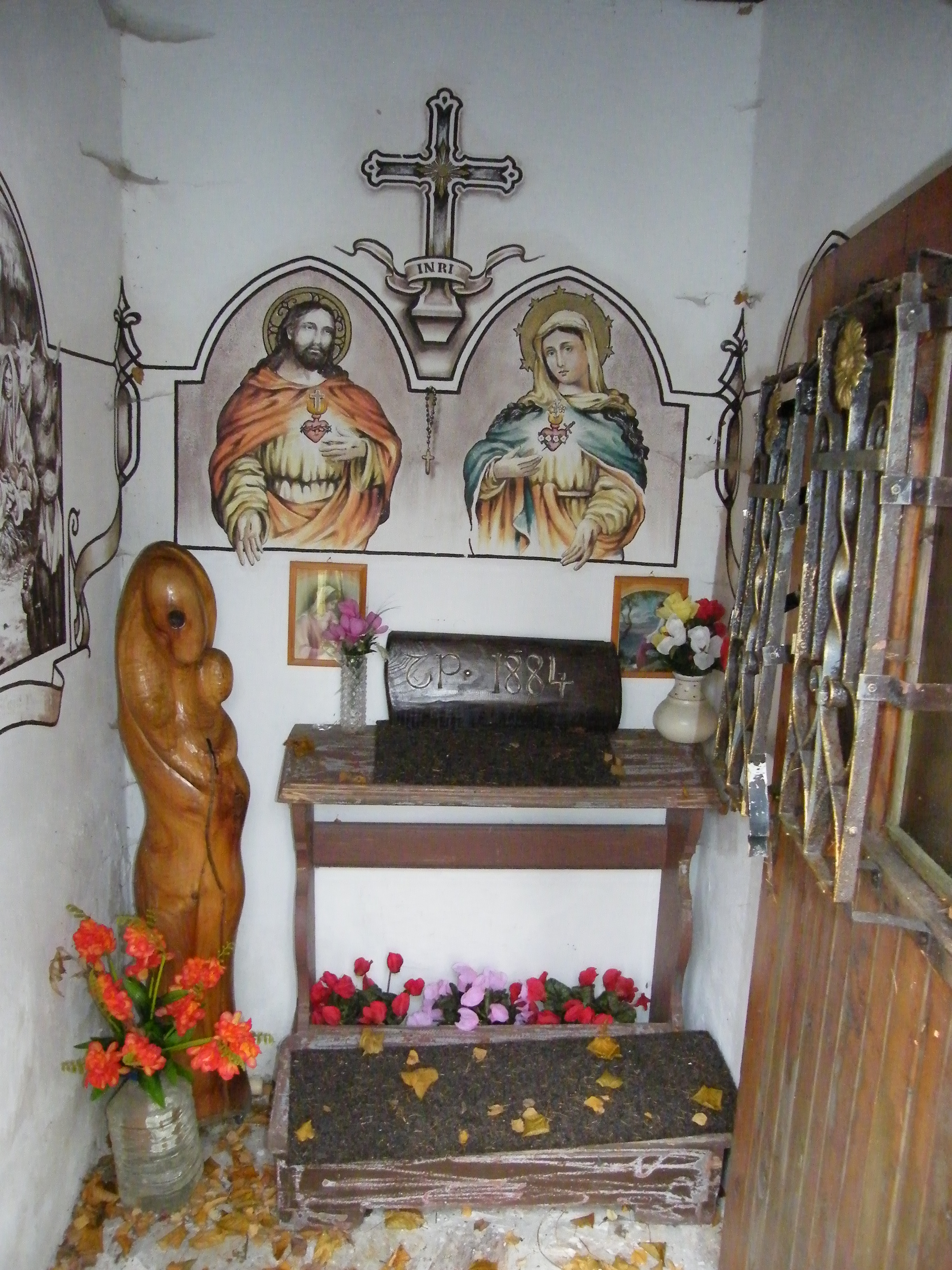
Božské Srdce Páně a Neposkvrněné Srdce Panny Marie
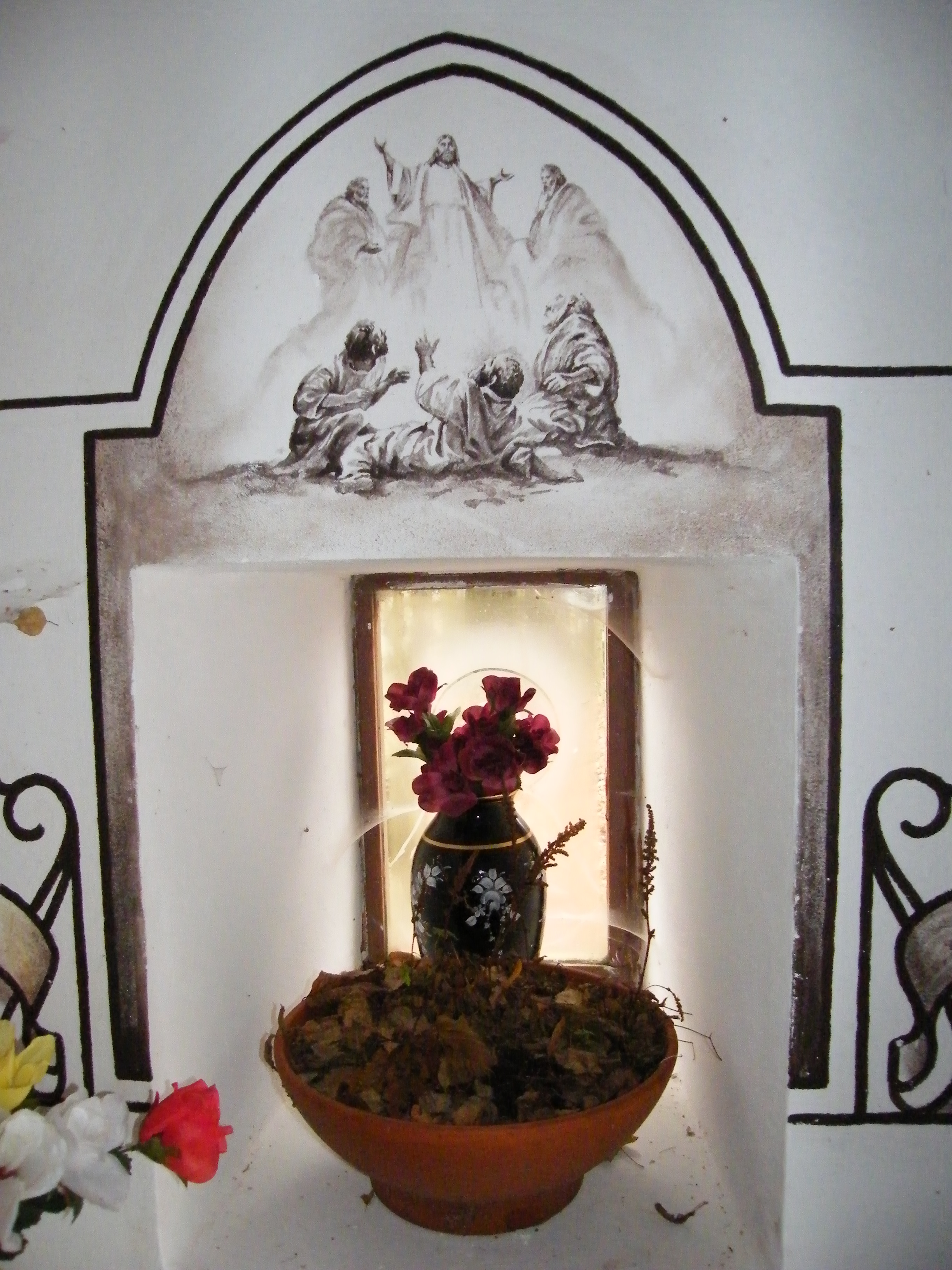
Nanebevstoupení Páně
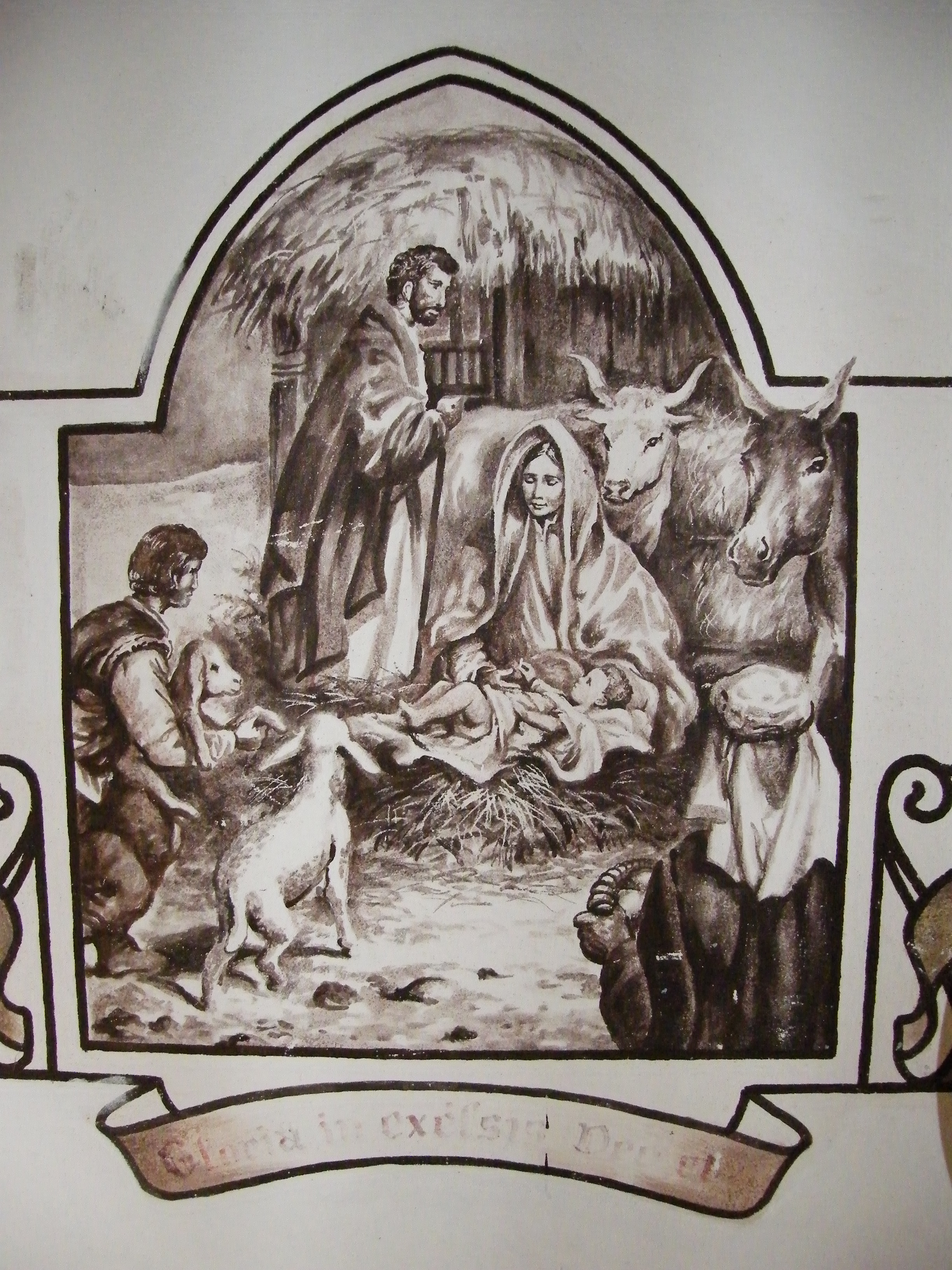
Narození Páně
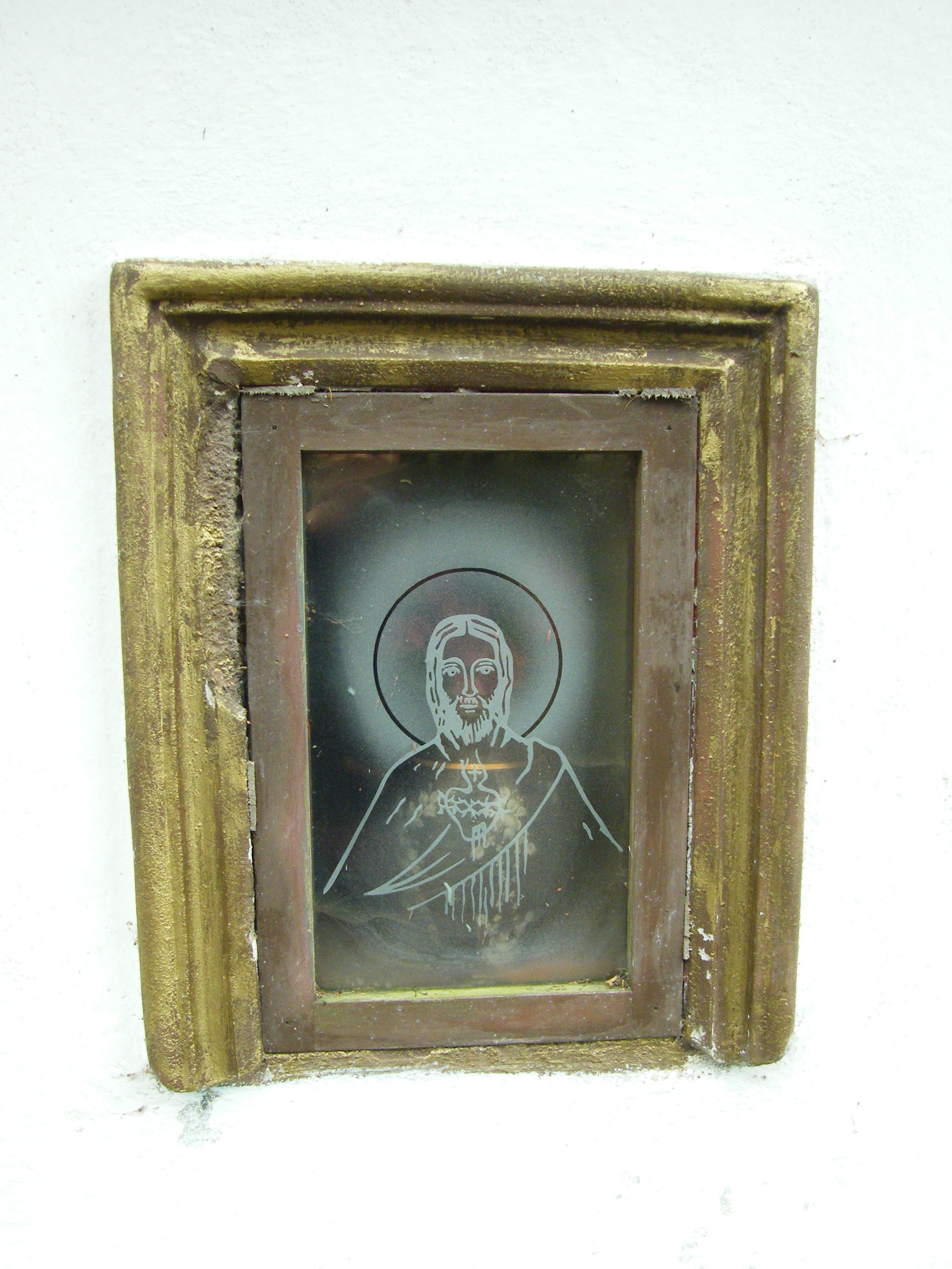
Božské Srdce Páně (v okně)